# 진산 파동
진산 파동(珍山 波動)은 신민당 당수 유진산이 5·25 국회의원 총선 후보등록 마감일인 1971년 5월 6일 갑자기 자신의 지역구인 서울 영등포구 갑 출마를 포기하고 전국구 1번 후보를 등록함으로써 시작되었다. 이에 불만을 품은 당내 소장층과 영등포 갑구 당원 등이 강력하게 반발하여 당수직 사퇴를 요구하는 사태로 벌어졌다. 이후 유진산은 당직을 사퇴하게 되었다.

## 배경
유진산 신민당 대표가 제8대 국회의원 선거 후보등록 마감일인 1971년 5월 6일 갑자기 자신의 출신지역구인 서울 영등포구 갑 지역구를 포기하고 전국구 1번으로 중앙선관위에 등록하였다. 이로 인해 신민당에서는 일대 혼란이 일어났다. 소식이 전해지자 중앙선관위 밖에 있던 일부 신민당 청년 당원들은 극도로 흥분하여 거세게 항의 하였고, 유진산은 자파 청년당원들의 도움으로 간신히 봉변을 모면하였다.
유진산의 행위에 불만을 품은 당내 소장층과 영등포 갑구 당원 등이 강력하게 반발하여 당대표직 사퇴를 요구하였다. 세칭 '진산 파동'의 처리를 놓고 유진산제명 불가를 주장한 민주당 구파계열 및 신파 일부와, 유진산의 당수직 제명과 출당을 요구하는 신파 일부의 싸움으로 확대되었다.

## 경과
일부 청년당원들은 계속해서 유진산에게 정계은퇴, 당 총재직 사퇴, 전국구 후보 사퇴 중 하나를 선택하라고 강요했으며, 유진산의 자택 앞에서 유진산계열 신민당 청년당원들과 패싸움을 벌였다. 이들의 소란은 1971년 5월 7일 신민당 중앙당사에서의 난동사태로까지 이어졌다. 이후 유진산은 당직을 사퇴하였다.
이에 대해 신민당 비주류인 김대중은 6인 수권위원회의 구성원 중 고흥문, 홍익표, 정일형 등 3인과 협의해 유진산을 당에서 제명하고 총선 기간 동안 자신이 당수 권한대행을 맡는 수습안을 발표했다.
그러나 운영위원회 소집에 앞서 김영삼, 이철승, 이중재, 김재광, 김형일 등은 비공식적인 의견교환을 통해 김대중의 당수권한대행직 장악을 저지키로 하고 당헌에 따라 운영위원회 부의장에게 당수 권한대행을 맡기는 것으로 합의를 보았다.
운영위원회 회의장에 일부 당원들이 난입하는 등 지도체제 공백에 빠진 채 혼란을 겪고 있던 신민당은 김영삼, 이철승 등을 중심으로 한 주류와 김대중 중심의 비주류로 갈려 유진산의 은퇴여부와 당수권한대행 문제 등을 놓고 정면으로 맞서게 되었다. 일부 당원들의 난동으로 일시 행방을 감추었던 유진산은 71년 5월 8일 성명을 통해 "나는 이미 당수직 사퇴 뿐만 아니라 정계은퇴도 각오가 되어 있지만, 당수에게 선거구를 팔아 먹었다는 누명을 씌워 당권을 가로채겠다는 행위를 먼저 규명하고 제재를 가해야 한다." 고 선언하면서 김대중의 당수권한대행 취임 기도를 강하게 비판했다.
유진산의 공격이 있자 이에 김대중도 즉각 기자회견을 가졌다.
"책임을 지겠다고 한 당수가 이제와서 태도를 바꾸어 당의 혼란이 마치 당권투쟁인 것처럼 말하는 것은 당을 사지(死地)에 몰아넣는 것으로서 이는 국민을 우롱하는 것"이라고 비난하면서 "당 운영위원회의 권한을 위임받고 있는 6인위의 결정은 합법적인 결정"이라고 맞섰다. 그러나 이러한 유진산과 김대중간의 공방에도 불구하고 김대중이 당수권한대행직을 차지할 수 없었다. 유진산이 자진해서 사표를 내지 않는 한 합법적인 당수권한대행에의 취임은 불가능했기 때문이다.
결국 사태는 제3자에 의한 중재를 통한 수습을 하게 되었다. 이에 김영삼, 이철승, 김재광, 김형일, 이중재, 박영록 등 당 중진들은
1. 유진산의 당수직 사퇴
2. 당수직에 대한 다음 승계권자인 운영위원회 부의장 양일동 고흥문 홍익표의 사퇴
3. 총선기간 중 김홍일 전당대회의장을 당수권한대행으로 한다.[4]

는 중재안을 제시했다. 김대중은 이 중재안에 대해 처음에는 거부의사를 나타냈으나, 더 이상의 별다른 수습안이 없는 상태에서 결국 이를 받아들일 수밖에 없었다. 이에 따라 신민당은 5월 10일 운영위원회를 열고 유진산과 양일동 등 운영위원회 부의장들의 사퇴서를 수리하고 김홍일을 신민당 당수 권한대행으로 임명한다.
당수 권한대행을 맡은 김홍일은 5월 11일 총선기간 동안 모든 당무와 선거대책을 수립할 선거대책소위원으로 자신과 김대중, 윤제술, 김형일, 김재광, 이충환, 윤길중 등 7명을 위촉하고 선거대책본부 차장에 김의택, 정헌주를 임명해 본격적인 선거체제를 갖춤으로서 4일간에 걸친 '진산 파동'을 수습한다.

## 결과
그러나 진산 파동이 야당 신민당에 준 상처는 너무나 컸다. 야당 기능이 한때 마비상태에 이르러 신민당 중앙당은 5·25 국회의원 총선거 유세 계획 조차 세우지 못하고 있었던 것이다. 그러나 신민당은 71년 5월 11일부터 당수권한대행 김홍일이 전국 지원유세에 나섰고. 김대중, 김영삼, 이철승 등 당 수뇌부를 각 지역에 파견해 바람을 일으키기 위해 총력전을 펼치게 된다.

## 진산 파동 이후
한편 1971년 대통령 선거, 진산 파동, 국회의원 총선 등을 거치면서 신민당의 파벌은 또다시 변화 하였다. 유진산을 중심으로 뭉쳤던 범주류는 다시 김영삼-고흥문계로 갈라졌고, 이철승과 정해영이 독자세력을 형성하기 시작했으며, 비주류는 대통령 후보를 차지함으로써 당내 영향력이 커진 김대중 중심의 단일세력으로 파벌이 재편되었다.

## 같이 보기
- 유진산
- 신민당
- 김대중
- 김영삼
- 이철승